# Enlinia crinita
Enlinia crinita är en tvåvingeart som beskrevs av Robinson 1969. Enlinia crinita ingår i släktet Enlinia och familjen styltflugor.
Artens utbredningsområde är San Luis Potosí (Mexiko). Inga underarter finns listade i Catalogue of Life.